# Andreas Böhlen (Modellflieger)
Andreas Böhlen ist ein Schweizer Modellflieger. Er ist zweimaliger Weltmeister sowie mehrfacher Schweizmeister im Leistungs-Modellsegelflug der Kategorie F3B für ferngesteuerte Thermik-Flugzeugmodelle.

## Werdegang
Bei den Weltmeisterschaften 1999 in Rastenburg, Südafrika wurde er Vierter. 2005 gewann er mit dem Modell „Crossfire“ bei den Weltmeisterschaften im finnischen Lappeenranta den Titel im Einzel. Zwei Jahre später belegte er bei der Weltmeisterschaft 2007 im Schweizer Emmen den vierten Rang; in der Mannschaftswertung erreichte er hinter dem deutschen Team Silber.
Bei den Weltmeisterschaften 2017 in Mikulovice u Jeseníku erreichte Andreas Böhlen erneut den vierten Rang.